# Iași (distrito)
Iaşi é um judeţ (distrito) da Romênia, na região da Moldávia. Sua capital é a cidade de Iaşi. O seu nome é normalmente abreviado para IS.

## Demografia
- 1948: 431 586
- 1956: 516 635
- 1966: 619 027
- 1977: 729 243
- 1992: 811 342
- 2002: 816 910

A densidade populacional é de 149/km²

## Cidades no judeţ de Iaşi
- Iaşi
- Paşcani
- Târgu Frumos
- Hârlău